# Liturgikus színek a katolikus egyházban

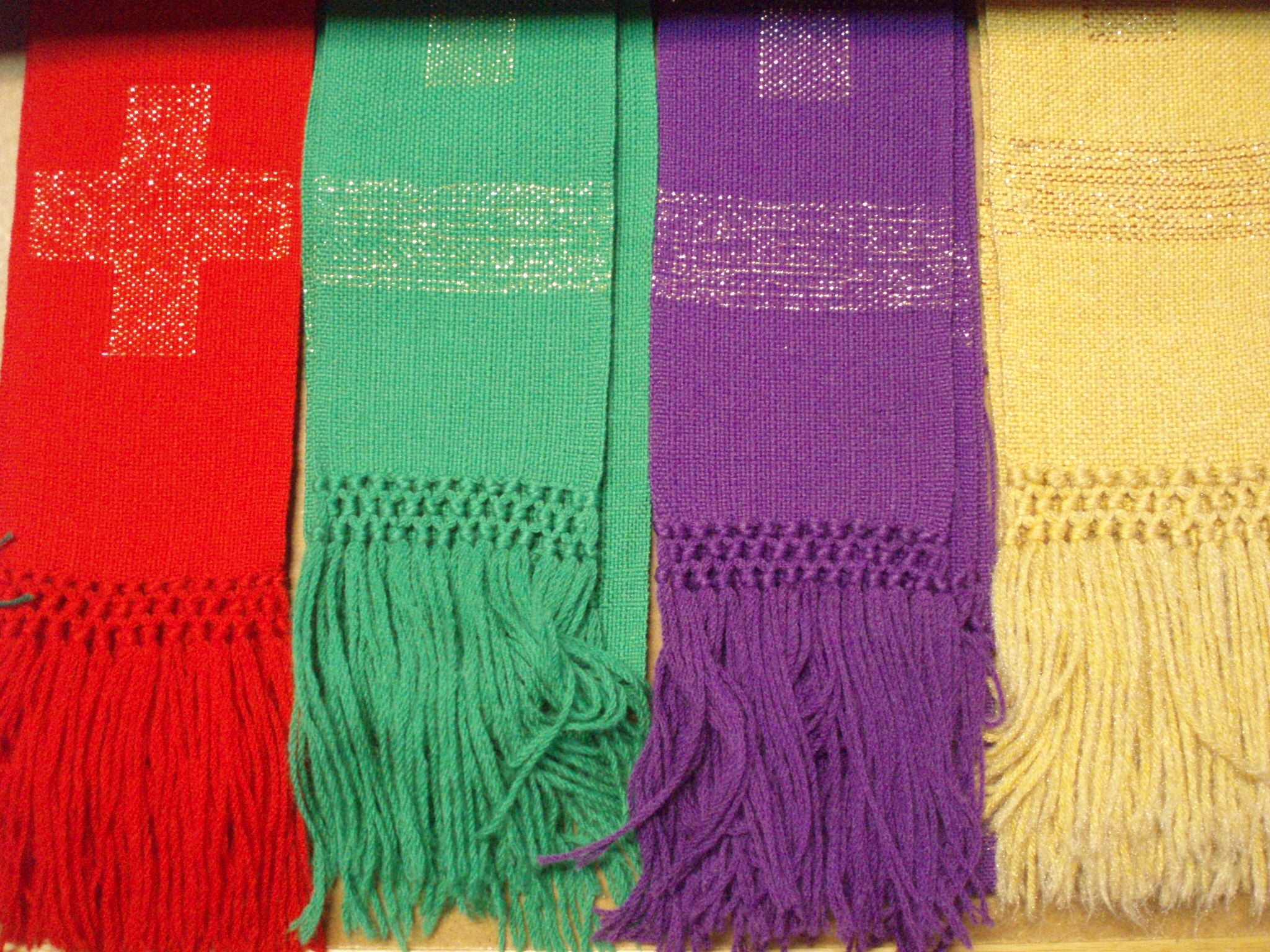
Stólák

A liturgikus színek kifejezés a katolikus egyház liturgiájában, elsősorban a szentmisén használatos egyes ruhák – elsősorban a pap stólája és a miseruha –, valamint egyéb textíliák (pl. a kelyhet takaró vélum) színére vonatkozik. Az egyes színek az aktuálisan végzett liturgia jellegére utalnak, elsősorban arra, hogy az egyházi év mely szakaszában járunk, illetve arra, hogy az adott istentiszteleti cselekménynek ki vagy mi a „témája”.
A liturgikus színek használatát a liturgia rendjét évről évre kiadott könyvecske, az ún. Direktórium szabályozza.

## Az egyes színek használata

### Fehér
A karácsonyi és húsvéti időszak, valamint a másként nem szabályozott főünnepek és ünnepek színe. Ugyancsak fehér színt használnak kisgyermekek temetése során.

### Arany
A fehér szín ad libitum (azaz „tetszés szerinti”, korlátlan, bármikor alkalmazható) helyettesítője.

### Viola (lila)
A bűnbánat színe, s mint ilyen, a két bűnbánati időszakban, adventben és nagyböjtben használatos. Ugyancsak viola színű stólát hord a pap a közösségi bűnbánati szertartások, ill. az egyéni gyóntatás során. Ugyancsak elterjedt a viola szín használata gyászmisék és temetések alkalmával: a hagyományos fekete szín helyettesítése a bűnbánat színével utalás a halál keresztény szemléletére. Eszerint a halál elsődlegesen nem az elmúlás és a gyász szomorú eseménye, hanem az Istenhez való megérkezés ünnepe, amelynek viszont előfeltétele a bűnöktől való megtisztulás.

### Piros
A Szentlélek, valamint – más jelentéskörben – a vértanúság színe. Első jelentésében pünkösdkor, illetve bérmáláskor használatos, második jelentésében a Jézus szenvedésére emlékező két napon: virágvasárnapon  és nagypénteken, a szent Kereszt ünnepén vagy emléknapján, valamint a vértanú szentek ünnepein és emléknapjain.

### Fekete
A halál és a gyász színe, s mint ilyen, gyászmisék, temetések és Halottak napja alkalmával használatos.

### Zöld
Az évközi idő színe. Hétköznapokon használatos, a főnapokat kivéve.

### Rózsaszín
Az öröm színe, s mint ilyen, két olyan napon használatos, amelynek mondanivalójában az öröm áll. Egyébként mindkettő egy bűnbánati időszak közepére esik: az egyik advent 3. vasárnapja (ún. „Gaudete-vasárnap”), a másik nagyböjt 4. vasárnapja („Laetare-vasárnap”).
Kék
A Szűzanya színe, amely az ő tiszteletére tartott miséken használható ad libitum akkor, ha más szín használata nincs előírva.

### Ezüst
A legnagyobb Mária-ünnepeken használható ad libitum.